# Die Darbringung Christi im Tempel (Andrea Mantegna)
Das Gemälde mit dem Titel Die Darbringung Christi im Tempel von Andrea Mantegna zeigt das biblische Sujet der Darstellung des Herrn im Tempel in Jerusalem mit dem Weisen Simeon. Das Werk wird auf 1453/54 datiert, wurde jedoch weder von seinem Künstler signiert noch datiert. Es ist Teil der Sammlung der Staatlichen Museen zu Berlin und wird in der Gemäldegalerie am Kulturforum ausgestellt.
Sein Schwager Giovanni Bellini malte ein kongruentes Bild mit dem gleichen Titel Die Darbringung Christi im Tempel. Die Teile beider Kompositionen stimmen genau überein. Bisher wurde nicht erwiesen, ob Bellinis Darstellung auf einem Karton von Mantegnas Gemälde basiert. Die Verwendung der gleichen Kartons in der gleichen Werkstatt war eine übliche Praxis, jedoch nicht in verschiedenen Werkstätten.

## Material, Technik und Erhaltungszustand
Das Werk wurde auf Leinwand gemalt. Es gilt als eines der frühen Werke auf Leinwand, das bis heute ohne große Veränderungen existiert. Die Leinwand wurde auf einen hölzernen Spannrahmen von vorne aufgenagelt. Dieser wurde von vorne mit einem anderen Rahmen verdeckt, sodass die Nägel nicht sichtbar waren. Die Leinwand wurde durch dünne Fichtenholzbretter verstärkt. Untersuchungen zeigten, dass die Farben der Gewänder ursprünglich leuchtend waren, aber das ganze Werk mit der Zeit an Farbigkeit verloren hat. Der dunkle Hintergrund, der anfangs dunkelblau gewesen war, wurde mit Schwarz übermalt. Auch die Heiligenscheine wurden nachträglich hinzugefügt.
Mantegna verwendete Eitemperafarbe, was durch das Nachweisen von Eirückständen bewiesen werden konnte.

## Bildbeschreibung
Allgemein ist das Bild in dunklen Farben gehalten. Der Hintergrund ist gänzlich in Schwarz gestaltet. Auch die Farben der Gewänder sind überwiegend in dunklen Farben gehalten. Einige Partien, unter anderem der Schleier Marias, die Bänder, in die das Jesuskind gewickelt wurde, und der Bart Simeons sind in Weiß gestaltet. Auch die Kopfbedeckung der Frau am linken Bildrand ist in einer gelblichen Farbe gestaltet worden. Maria, Jesus und Simeon sind im Vordergrund gezeigt, während Josef (mittig) und die Frau und der Mann an den Bildrändern im Hintergrund dargestellt wurden.
Die Personen sind alle angeschnitten gezeigt, sprich als Halbfiguren. Auch das galt in der Entstehungszeit des Gemäldes als untypisch. Maria ist die Schleier tragende Frau, die das Jesuskind im Arm hält. Sie ist zur Bildmitte hingewendet, wohingegen das Jesuskind mit dem Rücken zur Bildmitte gezeigt wird. Der weise alte Mann Simeon ist gegenüber Marias, ihr und dem Kind zugeneigt, positioniert und hält das Kind an dessen Füßen fest. Simeon trägt einen dunklen Schleier, ein blumenverziertes Gewand und hat einen langen weißen Bart. Zwischen Jesus und Simeon ist Josef, etwas im Hintergrund zu erkennen. Sein Kopf ist zentral positioniert doch seine Augen schauen in Richtung Simeons. Die bisher beschrieben Personen sind alle mit Nimbus dargestellt. Die beiden Randpersonen, jeweils rechts und links werden ohne Nimbus abgebildet. Links ist eine Frau gezeigt, welche sich der Szenerie abgewendet hat und aus dem Bild hinaus zu schauen scheint. Der Mann am rechten Bildrand betrachtet hingegen die vor ihm passierende Handlung.
Bei Betrachtung des Werkes ohne Rahmen sieht man den von Mantegna bildlich umgesetzten Rahmen. Mantegna stellte hier einen Rahmen im Bildraum da. Dieser soll einen Marmorrahmen imitieren. Maria hat ihren Arm, mit dem sie das Kind hält, darauf abgestützt. Christus ist auf einem Kissen positioniert, welches auf dem Rahmen aufliegt. Durch diese Imitation wird durch den Künstler ein Übergang des Betrachterraums zum abgebildeten Raum hergestellt, wodurch die Konturen dieser beiden Räume aufgelöst werden.

### Forschung zu einer Selbstdarstellung des Künstlers
Der Mann am rechten äußeren Bildrand wurde im 19. Jahrhundert von der Forschung als eine Selbstdarstellung des Künstlers gedeutet. Zu dieser Annahme gelangten die Forscher auf Grund des Vergleiches zu einem Grisaille oberhalb eines Freskos in der Ovetari-Kapelle in Padua, welches als Selbstdarstellung Mantegnas identifiziert wurde. Schlussfolgernd wurde die Frau am gegenüberliegenden Bildrand als die Ehefrau Mantegnas Nicolosia Bellini, die Schwester von Giovanni Bellini gedeutet.

## Ikonographie
Das gemalte Motiv ist ein biblisches Motiv, welches im Lukas-Evangelium (Lukas 2,21–39 ) beschrieben wird. Jesus wird von seinen Eltern Maria und Josef in den Tempel in Jerusalem gebracht. Dort wollen sie, das vorgeschriebene Opfer anlässlich der Erstgeburt eines Knaben darbringen. Darunter ein Paar Turteltauben oder zwei junge Tauben. Der Prophet namens Simeon erkennt in Jesus den Messias und Befreier Israels. Auch die Prophetin Hanna, eine Tochter Penuëls, aus dem Stamm Ascher begleitete die Familie im Tempel.

## Entstehungsumstände
Aufgrund der Annahme, dass es sich bei dem Mann am rechten Bildrand um eine Selbstdarstellung Mantegnas handelt, erfolgte die Datierung auf das Jahr 1453, in dem die Eheschließung mit Nicolosia Bellini stattfand oder die Geburt des ersten Kindes 1554 zum Anlass genommen worden sein könnte. Durch Infrarot- und Röntgenuntersuchungen wurde von Forschern die Annahme geäußert, dass das Bild für die Familie selbst entstanden sei. Zu dieser Annahme kamen sie, durch die erste Komposition der Werkes, die durch die Untersuchungen sichtbar wurde. Diese Komposition wurde oft verändert und wird als für Mantegna frei und unbindend beschrieben. Daraus wird geschlossen, dass es ein privates Bild war und keine auftraggebenden Personen dahinter standen.

## Tradition des Sujets
Für italienische Künstler des 15. Jahrhunderts kann die Darstellung der christlichen Szene der „Darbringung im Tempel“ von Giotto in der Arenakapelle in Padua als stilbildend gesehen werden. Mantegna löst sich von der von Giotto vorgegebenen Darstellungsweise. Es werden keine räumliche oder symbolische Merkmale dargestellt. Bei Giotto ist sowohl der Tempel als auch der Altar und die Tauben klar zu erkennen. Keines dieser Merkmale findet sich in Mantegnas Darstellung wieder.

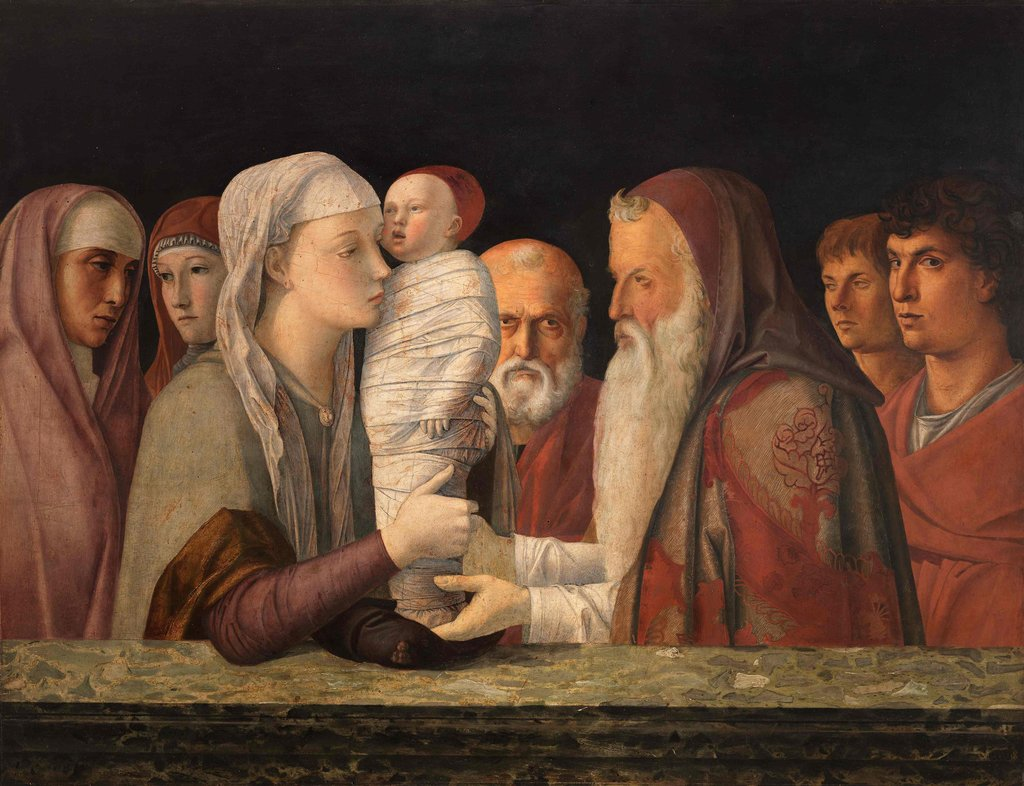
Giovanni Bellini, Die Darbringung im Tempel, um 1470–75, Öl auf Holz, 80 × 105 cm, Museo della Fondazione Querini Stampalia, Venedig

### Giovanni Bellinis Interpretation des Sujets
Bellinis Version der Darbringung im Tempel ist frühestens zwei Jahre nach der Entstehung des Werkes Mantegnas entstanden. Davon wird auf Grund der verwendeten Materialien ausgegangen, die der malerischen Entwicklung der Künstler zugeordnet werden konnte. Bellini malte auf Holz und legte sein Werk breiter an als Mantegna. Die breitere Fläche führte zu einem Hinzufügen zweier Personen in der Komposition. Es konnte nachgewiesen werde, dass Bellini mit einer Pause arbeitete, um die Komposition zu übernehmen. Es wird von keinem gemeinsamem Entwurfskarton aufgegangen.

## Provenienz
Die Provenienz des Werkes kann auf Grund von Merkmalen auf der Rückseite des Bildes gut nachvollzogen werden. Die Siegel lassen die ersten Besitzeransprüche deutlich werden. Die venezianische Familie Gradenigo kaufte es als Teil des Inventars dem Kardinal Pietro Bembo aus Padua ab.
Bevor es 1819 in die Sammlung Solly aufgenommen wurde, gelangte das Werk nach Österreich. Dort wurde es mit dem Siegel des Kaisers Franz I. ausgestattet, erkennbar durch die Buchstaben F.I. im Siegel.
Die Sammlung des Kaufmanns Edward Solly ging 1821 an den preußischen König Friedrich Wilhelm III. über. Den ersten Vermerk der preußischen Sammlung, den man auf der Rückseite findet, zeigt sich durch den angebrachten Zettel, der die Maße des Bildes dokumentiert. Durch die Inventarisierung der Sammlung 1830 gelangte das Werk zu seiner Inventarnummer „I.29“, unter der es heute noch in der Gemäldegalerie gelistet ist.
1904 gelangte das Werk vom Alten Museum ins Bode-Museum (damals Kaiser-Friedrich-Museum) und wurde dort präsentiert. In der Zeit des Zweiten Weltkrieges wurde das Werk Mantegnas, neben vielen weiteren Werken der Berliner Museen in einem Bergwerk eingelagert, von wo aus es nach Kriegsende nach Wiesbaden zum Central Art Collection Point kam. In diesem Collection Point wurden Kunstwerke, die die Alliierten fanden, gesammelt, dokumentiert und in die USA gebracht. In den USA wurden viele Werke in ganz unterschiedlichen Städten präsentiert. Auf Grund seiner Fragilität wurde das Werk Mantegnas nur einmal gezeigt und gelangte 1948 wieder nach Deutschland, wo es, bevor es 1957 zurück nach Berlin kam, in Wiesbaden und München ausgestellt wurde. Heute ist es in der Gemäldegalerie am Kulturforum in Berlin dauerhaft ausgestellt.